# Pedro López Cortazar
Pedro López Cortazar. Empresario nacido en Gallarta-Vizcaya, en los albures del siglo veinte, en 1905 Casado con Nieves Bengoechea Artabe y padre de seis hijos,-
Pedro, Jaime, Begoña, Fernando, Carlos e Inmaculada - falleció en Bilbao en 1970.
Fue presidente del Club Deportivo Basconia de fútbol desde 1948 a 1954. Su labor en este Club, consiguiendo su militancia en la tercera división española durante el último año de su mandato, le valió el reconocimiento de los socios que otorgaron al estadio, en su memoria, el nombre de su abnegado presidente. Así como, el 3 de julio de 1955, la distinción de Presidente Honorario. 
De igual manera, aceptó, de manos del gobernador civil de la época, la alcaldía de Basauri y nuevamente, sin otros intereses que colaborar en la reconstrucción humana, de este querido municipio;
lo gobernó con sabiduría y acierto desde 1962 a 1967. Recibiendo, el 6 de septiembre de 1966, la Medalla de Oro, y el título de hijo adoptivo de Basauri.
- “Reseñable, el acuerdo previo a que llegó con la citada autoridad, como condición para su nombramiento: su desvinculación como alcalde de todo acto político, delegando
cualquier representación de este orden, en su responsable inmediato en la alcaldía.”-
Fundador de las sociedades Talleres San Miguel s.a.(TASMI) año 1934 y Sociedad Ibérica de Montajes Metálicos s.a.(IBEMO) en 1937, haciéndolas, ya en los 60, pioneras destacadas por su tecnología y seriedad; participando
activamente en el relanzamiento industrial de España. 
Cofundador, con Iberduero, de EDESA (Electrificación Doméstica Española s. a.), colaboró como máximo responsable de esta, entre 1945 a 1958, en la implantación, por primera vez en España, de técnicas con las actividades relacionadas.
Igualmente fundó la sociedad: Tarren (Talleres Azbarren s. a.) y colaborador en Guibisa.
Todas estas sociedades, citadas, ubicadas en Basauri, Vizcaya.
Por su trayectoria profesional y humana fue distinguido en 1963. con la cruz al mérito civil, resaltando sus virtudes cívicas y el reconocimiento del La Corporación y ciudadanos de Basauri; concediéndole su nombre a la plaza contigua a la parroquia de San Pedro de la citada localidad. cuya plaza hoy 23 de agosto de 2014 sigue con su nombre.
- Datos: Q6069379